# Kerio
Der Kerio ist ein Fluss im Rift Valley. Er fließt nordwärts in den Turkana-See. Er ist einer der längsten Flüsse in Kenia und entspringt in Äquatornähe.

## Verlauf
Der Kerio entspringt an den Nordhängen der Amasya-Hills im Westen des Bogoriasees. Er fließt nordwärts durch das Kerio-Tal zwischen den Tugen-Hills und dem Elgeyo Escarpment. Das Elgeyo Escarpment ragt stellenweise über 1830 Meter über dem Kerio-Tal auf. Der Kerio setzt seinen Weg nach Norden fort, häufig durch tiefe und enge Täler, und fließt in einem Delta in den Turkana-See, das südlich des durch die Flüsse Turkwel und Lokichar gebildeten Deltas liegt. In seinem Unterlauf ist der Kerio saisonal.

## Landnutzung
Das Lake Kamnarok National Reserve und das Kerio Valley National Reserve liegen im oberen Tal auf der östlichen und westlichen Seite des Kerio. Sie sind unerschlossen, aber haben eine vielfältige Vogelwelt und sind für ihre Landschaft bekannt. Das linke Ufer eines 25 Kilometer langen Abschnitts des Flusses liegt im South Turkana National Reserve.
Im Turkana County liegen die wesentlichen Standorte für Bewässerungslandwirtschaft am Ufer des Turkwel und des Kerio. Die Bewässerungsanlagen Lotubai und Morulem liegen am Kerio. Angebaut werden vor allem Mais und Hirse, die 80 Prozent der bewässerten Kulturen ausmachen, sowie Mungobohnen, Augenbohnen, Bananen, Mangos, Orangen und Guaven.